# 위천 (군위군)
위천(威川)은 대구광역시 군위군을 흐르는 하천이다. 삼국유사면에서 발원하여 의성군을 지나 상주시 중동면에서 낙동강에 합류된다. 군위군 지역은 모두 위천 수계에 속한다.